# Pelé
Pelé, vlastním jménem Edson Arantes do Nascimento, (23. října 1940 Três Corações – 29. prosince 2022 São Paulo) byl brazilský fotbalista, který je často označován jako nejlepší fotbalista všech dob. V roce 1970 se stal prvním hráčem, který získal tři tituly mistra světa. Za svou kariéru vstřelil 1283 gólů, jubilejní tisící zaznamenal 19. listopadu 1969.
Poprvé startoval na mistrovství světa v roce 1958 a v 17 letech se hned stal jednou z hvězd brazilského týmu mistrů světa. Po čtyřech letech na šampionátu v Chile získala Brazílie znovu světový titul, Pelé tentokrát kvůli zranění vypadl ze sestavy již v základní skupině. Při třetí účasti na šampionátu v roce 1966 se Pelé stal terčem záměrně tvrdé hry, zákroky soupeřů ho znovu zranily a přispěly k vyřazení Brazílie ve skupině. V roce 1970 se na mistrovství v Mexiku stal potřetí mistrem světa, když k tomu přispěl mj. vedoucím gólem ve finále a byl vyhlášen nejlepším hráčem turnaje. Ve stejném roce byl vyhlášen i nejlepším sportovcem planety.
V barvách Santos FC vyhrál šestkrát brazilskou ligu a dvakrát Pohár osvoboditelů a Interkontinentální pohár.

## Život

### Dětství a mládí
Pelé se narodil jako Edson Arantes do Nascimento 23. října 1940 v Três Corações ve státě Minas Gerais. Pocházel z chudých poměrů. Jeho otec hrával profesionálně fotbal pod jménem Dondinho, po skončení kariéry pracoval jako sanitář. Jeho matka byla posluhovačka.
Syna otec pojmenoval podle vynálezce Edisona. Kariéru Edson začal v místním klubu v Bauru ve státě São Paulo, kde ho trénoval Waldemar de Brito, účastník Mistrovství světa ve fotbale 1934. Ten si povšiml chlapcova talentu a doporučil ho do klubu Santos FC. 

### Profesionální fotbalista
Dne 7. září 1956 vstřelil Pelé jako střídající hráč v utkání Santosu proti Corinthians de Santo André svůj první gól v profesionálním fotbale. Vyhrál soutěž střelců Campeonato Paulista a dostal pozvánku do národního týmu. V něm debutoval v roce 1957 ve věku 17 let.
Za svou kariéru vstřelil 1284 gólů, jubilejní tisící zaznamenal v roce z penalty 19. listopadu 1969 proti Vascu da Gama. Celkem nastřílel 92 hat tricků, 31krát dal v jednom zápase čtyři góly, šestkrát pět gólů a jednou, v roce 1964, osm.  
V roce 1958 poprvé startoval na mistrovství světa a získal světový titul, který o čtyři roky později obhájil, i když neodehrál celý turnaj. Potřetí získal titul v roce 1970.
Za reprezentaci k mezistátnímu zápasu naposledy nastoupil v roce 1971, v roce 1974 ohlásil konec kariéry, ale nakonec si ji prodloužil až do roku 1977 v severoamerickém New York Cosmos.
V letech 1966 až 1977 byl ženatý s Rosemeri Cholbiovou. Několikrát se objevil také v televizních či filmových rolích (seriál Os Estranhos, film O Barão Otelo no Barato dos Bilhões, hlavní role v A ma z roku 1972 ad.).

### Po skončení fotbalové kariéry
V roce 1978 obdržel Mezinárodní cenu míru. Znovu si zahrál i ve filmu, zejména postavu útočníka z Trinidadu a Tobaga ve válečném filmu Vítězství z roku 1981, ale též v Os Trombadinhas (napsal i scénář) nebo v dramatu Hotshot.
Od roku 1994 působil jako vyslanec dobré vůle UNESCO v boji s dětskou chudobou a narkomanií. Organizaci UNESCO věnoval pro charitativní účely i některé ze svých památek a zúčastnil se v roce 2000 Zápasu srdce na podporu mírového urovnání palestinsko-izraelského sporu.
V roce 1994 se podruhé oženil s Assírií Lemosovou, se kterou zůstal až do rozvodu v roce 2010.
V letech 1995 až 1998 působil ve funkci brazilského ministra sportu. V roce 1998 stál u prosazení zákona, který měl pomoci k odstranění korupce v brazilském fotbale, tzv. Pelého zákon vstoupil v platnost v roce 2001.
V roce 2005 propagoval Viagru, a byl proto považován za člověka, který boří bariéry mlčení o erektilní dysfunkci.
Zemřel 29. prosince 2022 na rakovinu tlustého střeva, se kterou se neúspěšně léčil od září 2021. Od listopadu 2022 byl hospitalizován v nemocnici v São Paulu, kde mu lékaři diagnostikovali rovněž srdeční a ledvinovou dysfunkci i zánět dýchacích cest. Navštěvovali ho pouze jeho nejbližší.

## Reprezentační kariéra
S brazilskou reprezentací získal 3 tituly mistra světa. Je dosud nejmladším hráčem v historii, který se stal držitelem titulu. Na mistrovství světa 1958, 1962, 1966 a 1970 odehrál 14 zápasů a vstřelil 12 branek a až do éry Ronalda byl nejlepším brazilským střelcem šampionátu. Se 77 brankami zůstává nejlepším kanonýrem brazilské reprezentace. V reprezentaci odehrál celkem 92 zápasů, 7294 minut. 

### První titul mistra světa (1958)

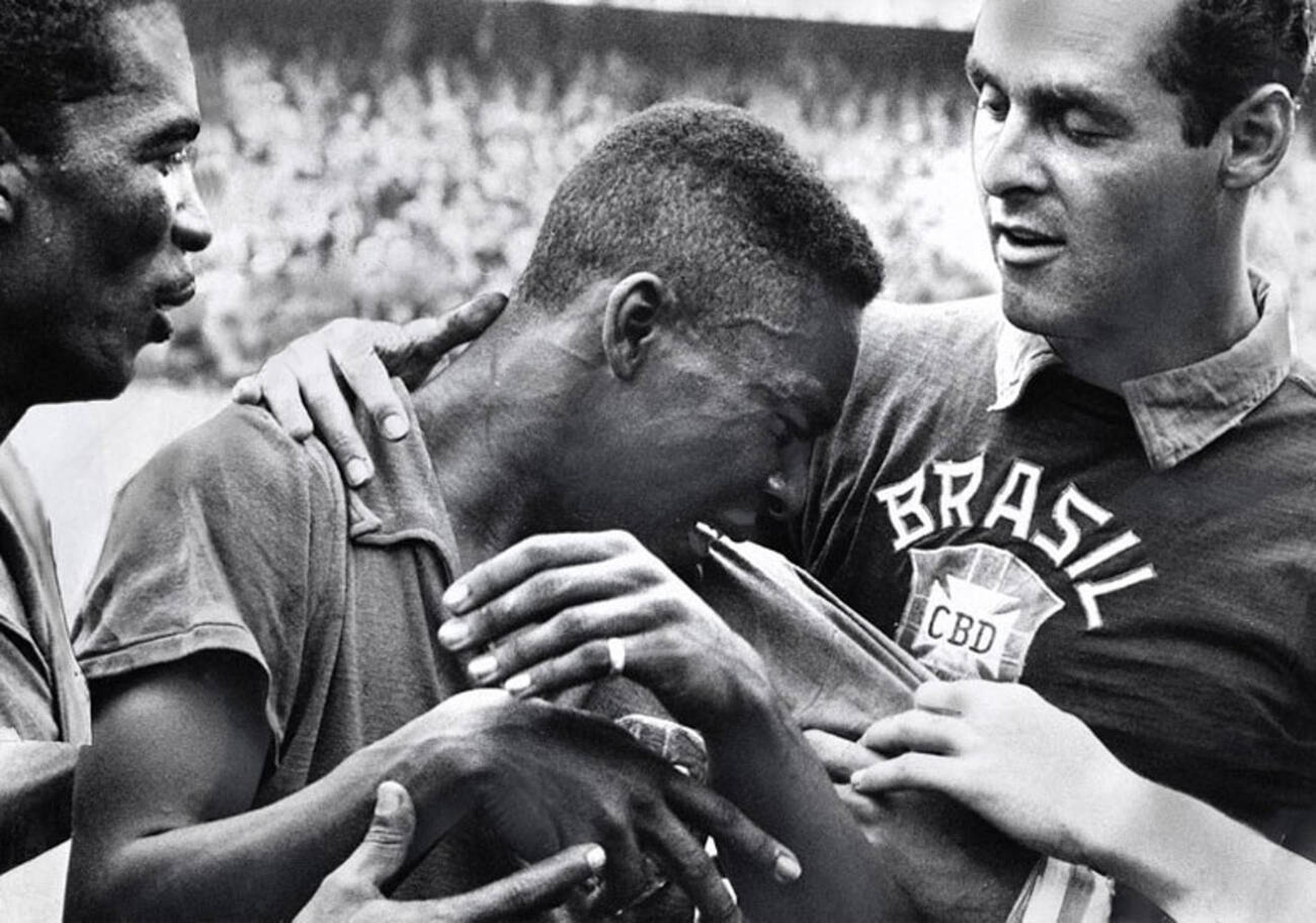
Pelé mezi spoluhráči Didim a Gilmarem ve finále MS 1958

Za národní tým debutoval 7. července 1957 v zápase s Argentinou o Rocův pohár na stadionu Maracanã a hned dal jediný brazilský gól (Argentina vyhrála 2:1). V odvetě se prosadil opět, přičemž Brazílie tentokrát vyhrála 2:0 a získala prestižní trofej do svého držení. Pelé se okamžitě stal hvězdou. 4. května 1958 zaznamenal proti Paraguayi svůj první reprezentační hattrick. Přesto na mistrovství světa ve Švédsku první dva zápasy nehrál, kvůli zranění i nedůvěře trenéra Vicenteho Feoly. Do turnaje tak sedmnáctiletý Pelé zasáhl až v utkání se Sovětským svazem 15. června v Göteborgu. Ve čtvrtfinále, ve kterém se proti Brazílii překonávali fotbalisté Walesu, dal jediný gól (svůj šestý v reprezentaci), který později označil za svůj nejdůležitější v kariéře. Pak Pelé zazářil v semifinále proti Francii.
Na stadionu Råsunda ve stockholmské čtvrti Solna se hrál 24. června 1958 nejlepší zápas šampionátu. O přestávce byl stav 2:1 pro Brazílii. V druhém poločasu ale oslabené Francii dal Pelé hattrick během 20 minut a rozhodl o výhře 5:2. Ve finále nastoupili Brazilci o pět dní později na stejném stadionu proti domácím. Pelé dal tentokrát dva góly a po vítězství 5:2 se stal nejmladším mistrem světa v historii. Jeho první gól byl nádherný, když zády k brance na hranici pokutového území zpracoval hrudí míč, přehodil ho přes obránce, otočil se kolem něj a z voleje skóroval. Druhý gól dal hlavou.
Po návratu z mistrovství světa brazilská vláda označila Pelého za národní poklad, čímž zajistila, že strávil celou vrcholnou část své kariéry v brazilském klubu, konkrétně v Santosu.

### Druhý titul mistra světa (1962)

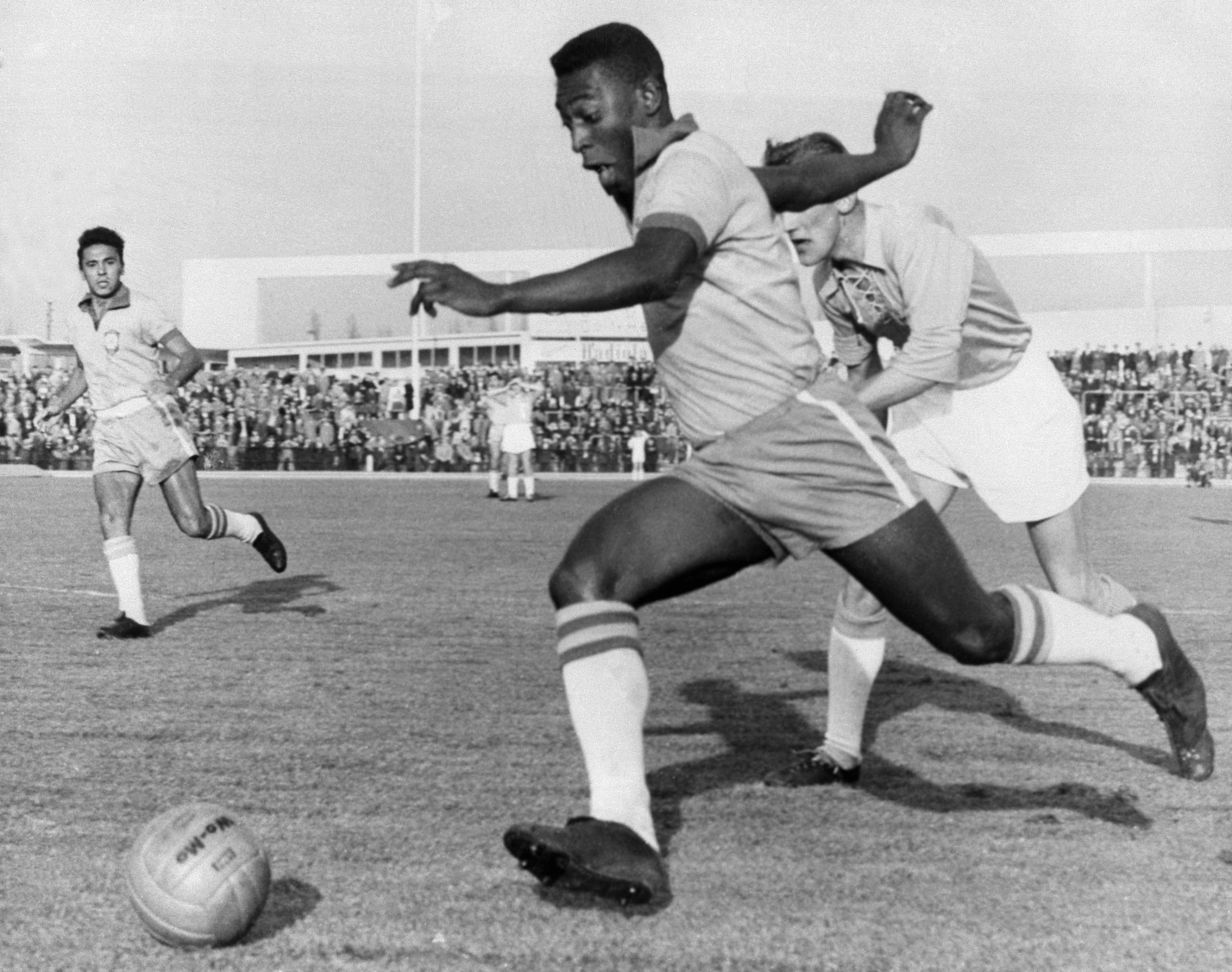
Pelé útočí na švédskou obranu v přátelském utkání Švédsko – Brazílie v Malmö v roce 1960

Hned v březnu 1959 se Pelé zúčastnil mistrovství Jižní Ameriky v Argentině. V šesti zápasech dal osm branek a byl vyhlášen nejlepším hráčem turnaje, Brazílie nicméně obsadila v turnaji až druhé místo o jediný bod za domácí Argentinou.
Jako mistři světa Brazilci nemuseli hrát kvalifikaci na následující světový šampionát, který se v roce 1962 konal v Chile.
V prvním zápase na mistrovství Pelé vstřelil druhý gól Mexiku, kterým uzavřel skóre na 2:0. Hned v následujícím zápase s Československem, který skončil 2. června 0:0, si ale zranil stehenní sval a do turnaje už nezasáhl. Brazílie se v dalším průběhu mistrovství bez své největší hvězdy opírala hlavně o výkony Garrinchy, Vavá nebo Pelého náhradníka Amarilda a ve finále porazila Československo 3:1.
Události z roku 1962 si Brazilci připomínali na mistrovství světa v roce 2014 na domácí půdě, kde se ve čtvrtfinále zranila jejich největší hvězda Neymar. V podobný průběh turnaje věřil i Pelé, ale na rozdíl od roku 1962 Brazílie oba dva zbývající duely na šampionátu prohrála (1:7 s Německem a 0:3 s Nizozemskem) a skončila až čtvrtá.

### Třetí účast na mistrovství světa (1966)
Pelé se po zranění vrátil do reprezentace až 13. dubna 1963 v utkání Rocova poháru proti Argentině, který ale Brazilci k velkému zklamání prohráli v São Paulu 2:3. V odvetě na Maracaã dal tři góly a přispěl k vítězství 5:2 v prodloužení a k obhajobě trofeje. V následujících letech nastoupil v několika přátelských zápasech, které Brazílie hrála, jelikož jako světový šampion znovu nemusela projít kvalifikací mistrovství světa 1966.
Do něho Brazílie vstoupila 12. července na stadionu Goodison Park v Liverpoolu vítězstvím nad Bulharskem 2:0. Pelé dal první gól kanárků, ale Bulhaři na něj vyrukovali s tvrdou a zákeřnou hrou. Byl několikrát faulován, hřiště opustil na nosítkách a v dalším zápase s Maďarskem svému týmu chyběl. Vrátil se pro utkání s Portugalskem, které také vsadilo na tvrdost. Portugalci se dostali do vedení 2:0, pak byl Pelé poněkolikáté sražen a soupeř mu navíc stoupl na koleno. Zraněný Pelé zápas dohrál, ale po porážce 1:3 Brazílie z turnaje vypadla hned ve skupině a sám hráč po turnaji prohlásil, že už nikdy na mistrovství světa hrát nebude.

### Třetí titul mistra světa (1970)
I kvůli tomuto rozčarování trvalo dva roky, než se Pelé znovu objevil v reprezentačním dresu, ale hned dal 25. července 1968 dva góly v přátelském utkání Paraguayi. Od té doby byl znovu pevnou součástí národního týmu. V kvalifikaci o mistrovství světa 1970 Brazílie vyhrála všech šest zápasů s celkovým skóre 23:2, Pelé hrál všechny zápasy a dal v nich sedm branek. Tým kolem něj se mezitím vyměnil, a přestože vznikla velká diskuse o tom, jak budou spolupracovat Pelé s mladou hvězdou Tostãem, vznikla takto sestava, považovaná často za nejlepší fotbalové mužstvo historie.

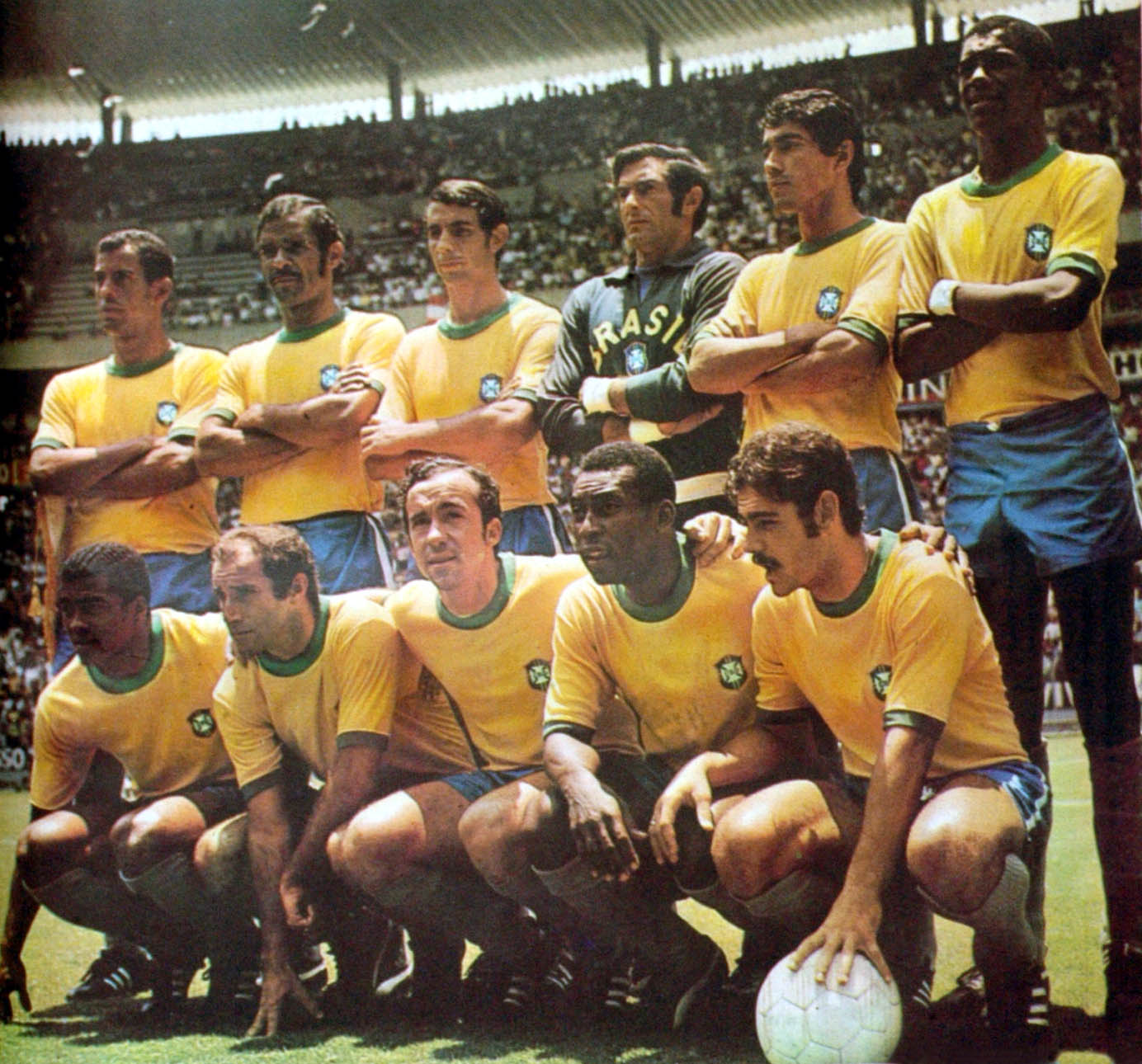
Brazilský tým na MS 1970. Pelé sedí druhý zprava.

Do turnaje v Mexiku vstoupila Brazílie vítězstvím 4:1 nad Československem, Pelé dal jeden gól a obloučkem přes polovinu hřiště vylekal brankáře Ivo Viktora. V následujícím utkání s Anglií Pelé uvolnil Jairzinha před jediným gólem zápasu, sám ale nechal vyniknout brankáře Gordona Bankse, který brilantním zákrokem zastavil jeho hlavičku. V následujícím zápase dal Pelé dvě branky Rumunsku.
Itálie, která se v turnaji jako jediná soustředila na obranu, se na Pelého připravila. Osobní obranu na něj měl hrát Tarcisio Burgnich. Ten na to později vzpomínal se slovy: „Před zápasem jsem si řekl, že je z masa a kostí jako každý jiný, ale mýlil jsem se.“ V 19. minutě rozehráli Brazilci aut, Rivelino odcentroval a Pelé zdánlivě nedosažitelný míč hlavou poslal do sítě. Byla to 100. branka Brazílie v historii mistrovstvích světa. Italové sice dokázali vyrovnat, ale převaha Jihoameričanů byla jasná, výsledek 4:1 zpečetil kapitán Carlos Alberto z Pelého ideální přihrávky. Nejen Pelé jako hráč, ale i Brazílie získala titul potřetí a stala se první zemí, které se to podařilo. Získala tak do trvalého držení originální trofej pro mistra světa, Pohár Jula Rimeta, tzv. Zlatou Niké. Celkem dal Pelé v tomto turnaji čtyři branky a na dalších šest přihrál.
Reprezentační kariéru Pelé ukončil v přátelském utkání 18. července 1971 proti Jugoslávii, i když pak ještě 6. října 1976 sehrál v žlutém dresu jeden exhibiční zápas proti Botafogu.

## Klubová kariéra
Na profesionální úrovni hrál pouze za dva kluby, z toho za New York Cosmos až v samotném závěru kariéry, a nikdy nevyzkoušel angažmá v Evropě. To bývá označováno za jednu z mála skvrn na jeho vynikající kariéře. Souviselo to s tím, že už po roce 1958 byl vládou označen za brazilský národní poklad, což efektivně bránilo jeho odchodu do zahraničí.

### Hráč Santos FC

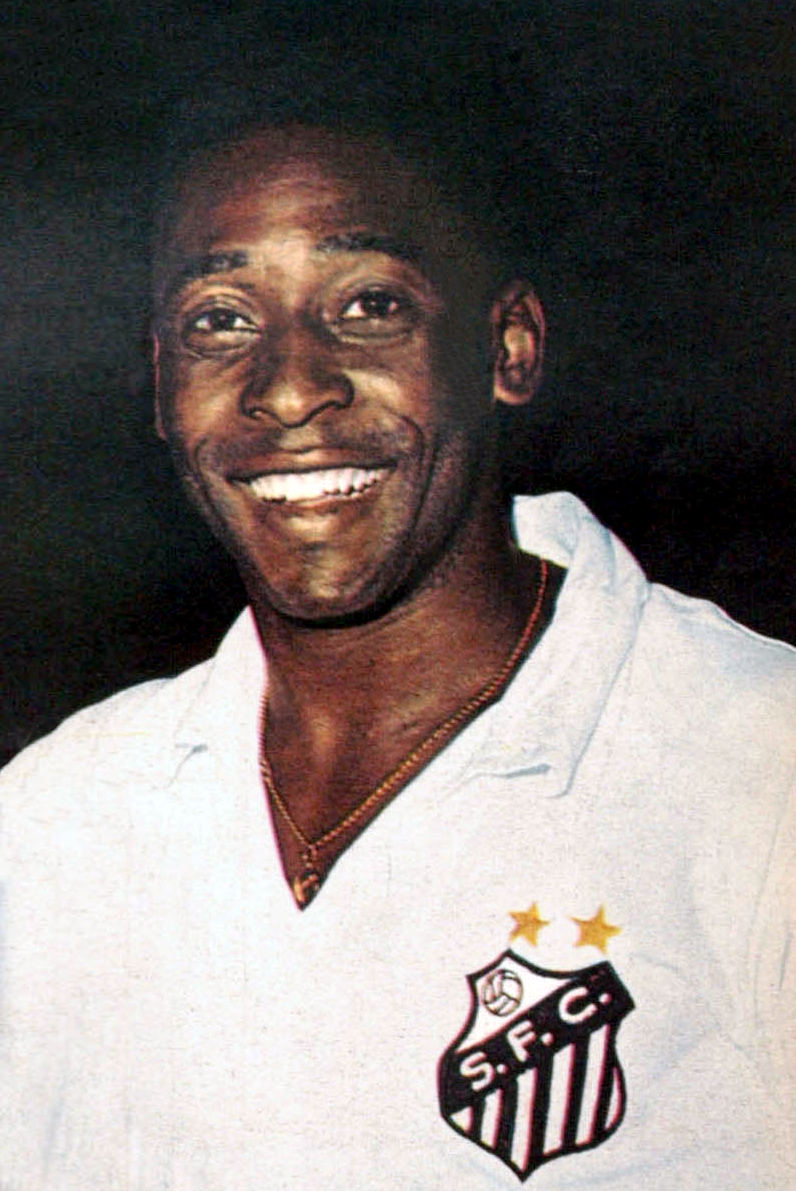
Pelé v Santosu (1965)

Za Santos FC hrál od roku 1956 do roku 1974. Měl průměr více než jednu branku na zápas a celkově v černobílých barvách nastřílel 784 branek.
Šestkrát se stal mistrem Brazílie (1961, 1962, 1963, 1964, 1965 a 1968), v letech 1962 a 1963 vyhrál Pohár osvoboditelů a Interkontinentální pohár. Santos se díky Pelému stal jedním z nejznámějších klubů světa a podnikal časté zájezdy do zahraničí. 21. listopadu 1964 dal Pelé osm branek v zápase, v němž Santos smetl Botafogo 11:0. V roce 1967 vyhlásily bojující strany v Nigérii 48hodinové příměří, aby všichni mohli sledovat Pelého zápas.

### Hráč New York Cosmos
V roce 1974 Pelé ohlásil konec kariéry, ale v roce 1975 podepsal smlouvu ve Spojených státech amerických, kde se stal největší hvězdou vznikající severoamerické fotbalové ligy. S příjmem 7 milionů dolarů se stal jedním ze sportovců s největšími příjmy v té době na celém světě. V klubu New York Cosmos strávil dvě sezóny, během nichž nastřílel dalších 57 branek a rozloučil se v roce 1977 poté, co Cosmos ligu vyhrál.

## Herní styl a kvality
Měl vynikající techniku ovládání míče a kopací techniku. Vynikal také v předvídání hry.

### Nejkrásnější góly a akce
Své dva údajně nejkrásnější góly kariéry dal Pelé za Santos. 5. března 1961 v zápase s Fluminense na stadionu Maracanã převzal míč u vlastního pokutového území od Dalma, přeběhl s ním celé hřiště, obehrál Pinheira, setřásl Jaira Marinha a překonal brankáře Castilha. Podle očitého svědka, zpravodaje deníku O Globo, trvaly ovace diváků po tomto gólu dvě minuty a zapojily se do nich i fanoušci Fluminense, což bylo „před tím na Maracanã nevídané“.
Sám Pelé ale za svůj nejkrásnější gól označil branku, kterou bohužel nezaznamenaly žádné kamery a kterou vidělo i velmi málo svědků. Vstřelil ji už 2. srpna 1959 v zápase Paulisty mezi Santosem a Juventusem. Pelé ho popsal takto: „Zpracoval jsem centr zprava, asi od Dorvala, a přehodil ho přes hlavu hned tří soupeřů, aniž by míč dopadl na zem, než jsem ho umístil do sítě.“ Tento gól připomněla jak Pelého socha, vybudovaná v roce 2006 u malého stadionu klubu Juventus ve čtvrti São Paula Mooca, tak i rekonstrukce tohoto gólu pomocí počítačové grafiky, zařazená do dokumentu Anibala Massainiho Pele Eterno z roku 2004.

## Ocenění a ohlas
Mezinárodní fotbalová federace FIFA vyhlásila Pelého nejlepším fotbalistou 20. století. Stejnou cenu tehdy dostal i Diego Maradona, který zvítězil v hlasování fanoušků, zatímco Pelého zvolil panel odborníků, kde získal hlasy 72,75 % hlasujících, naopak na internetu získal jen 18,5 % hlasů. Brazilský fotbalový svaz napadl internetové hlasování jako zmanipulované organizovanou kampaní argentinského svazu.

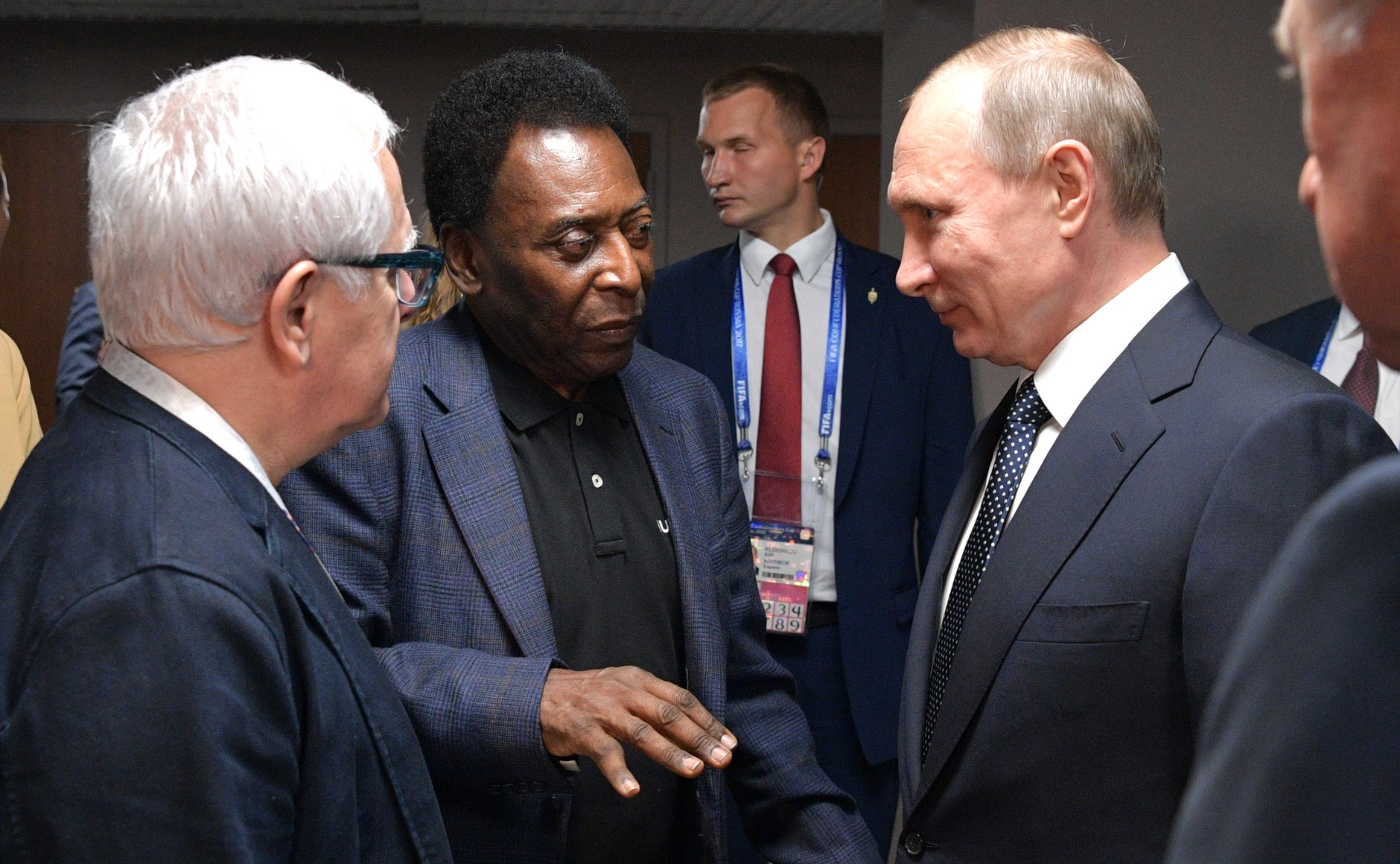
Pelé s ruským prezidentem Putinem 17. června 2017 v Petrohradu v Rusku

Vyhrál ankety o nejlepšího fotbalistu 20. století vyhlášené Mezinárodní federací fotbalových historiků a statistiků IFFHS, časopisem France Football, a další. Nadace fotbalových statistiků RSSSF sestavila seznam dvanácti prestižních anket podobného druhu a Pelé byl spolu s Beckenbauerem, Charltonem, Cruijfem, Müllerem a Maradonou jedním ze šesti hráčů, kteří se objevili ve všech těchto dvanácti seznamech. Jedním z nich byl i soupis 125 nejlepších žijících fotbalistů, který sestavil v roce 2004 sám Pelé a uvedl v něm i své jméno.
Mezinárodní olympijský výbor ho vyhlásil nejlepším světovým sportovcem dvacátého století.
Franz Beckenbauer ho označil za nejlepšího hráče všech dob, Bobby Moore za nejkomplexnějšího hráče, kterého kdy viděl. Josef Masopust na něj vzpomínal slovy: „Jednou jsem ho viděl něco pokazit, špatně hodil aut.“

## Jméno Pelé
Původ přezdívky Pelé je nejasný, podle hráče samého nejspíš vznikla zkomolením jména tehdy populárního brankáře Bilého, kterého znal a se kterým hrál jeho otec. Podle dalších teorií mohlo jít o zkomoleninu slova „pelada“, které znamená „holý“ (nebo „hadrák“), nebo přezdívka znamená „vánek“, „fotbal“ v gaelštině nebo vznikla z reakce na jeho hru od jednoho z tureckých imigrantů.
Měl ale i jiné přezdívky, které se neuchytily. Jako dítě hrál s přezdívkou Dico. V Santosu mu např. krátce přezdívali Gasolina podle brazilské zpěvačky, o další přezdívky se postarali novináři, kteří ho označili např. za Krále nebo za Černou perlu (Pérola negra).
Sám fotbalista připustil, že ho přezdívka Pelé zpočátku netěšila, sám chtěl, aby mu říkali Edson, jelikož to znělo seriózněji.

## Soukromý život
Byl dvakrát ženatý, s Rosemeri Rose Cholbiovou (1966 až 1978) a s psycholožkou a zpěvačkou Assírií Lemosovou (1994 až 2010). S Cholbiovou měl tři děti, Kely, Edsona Cholbiho a Jennifer, s Lemosovou dvě Joshuu a Celeste. Rozvod s Rosemeri označil za jeden z nejtěžších okamžiků ve svém životě.
Měl i dvě nemanželské děti. Ve věku 23 let prožil románek s Anisií Machadovou, ze kterého se narodila dcera Sandra. O jeho uznání jeho otcovství vedla Sandřina matka dlouhý spor, který rozhodl až test DNA. Sandra o všem napsala knihu Dcera, kterou král nechtěl, která mu podle jeho slov v autobiografii ublížila. Sandra zemřela ve věku 42 let na rakovinu v roce 2006. Na stejném místě ve své autobiografii píše Pelé o své další dceři Fláviu Cristinu Kurtzovou, kterou porodila novinářka Lenita Kurtzová po krátkém vztahu v roce 1968.
Pelé přiznal i vztahy s dalšími ženami, např. s playmate, která proslula pod přezdívkou Xuxa, a několika královnami krásy, např. s Deise Nunesovou de Souza nebo Fláviou Cavalcantiovou.